# Bailo (település)
Bailo egy község Spanyolországban, Huesca tartományban. Bailo Canal de Berdún, Las Peñas de Riglos, Santa Cruz de la Serós, Puente la Reina de Jaca, Santa Cilia és Longás községekkel határos. Lakosainak száma 263 fő (2024).

## Népesség
A település lakosságának változását az alábbi diagram mutatja:
| Lakosok száma | 298  | 256  | 240  | 243  | 300  | 290  | 287  | 267  | 263  | 263  |
|               | 2001 | 2004 | 2006 | 2009 | 2011 | 2014 | 2016 | 2019 | 2021 | 2024 |